# Brzezie (Cracovie)
Pour les articles homonymes, voir Brzezie.
Brzezie est une localité polonaise de la gmina de Zabierzów, située dans le powiat de Cracovie en voïvodie de Petite-Pologne.